# Hymenanchora conjungens
Hymenanchora conjungens är en svampdjursart som först beskrevs av William Lundbeck 1910.  Hymenanchora conjungens ingår i släktet Hymenanchora, och familjen Myxillidae. Arten är reproducerande i Sverige.